# Bernt Evensen
Bernt Sverre Evensen (Oslo, 8 aprile 1905 – Oslo, 24 agosto 1979) è stato un pattinatore di velocità su ghiaccio norvegese.
Ha conquistato quattro medaglie olimpiche in due partecipazioni ai giochi olimpici invernali (1928 e 1932).

## Palmarès
Olimpiadi
- 4 medaglie:
  - 1 oro (500 m a Sankt Moritz 1928)
  - 2 argenti (1500 m a Sankt Moritz 1928, 500 m a Lake Placid 1932)
  - 1 bronzo (5000 m a Sankt Moritz 1928)

Mondiali
- 6 medaglie:
  - 2 ori (Tampere 1927, Helsinki 1934)
  - 1 argento (Helsinki 1931)
  - 3 bronzi (Trondheim 1926, Davos 1928, Lake Placid 1932)

Europei
- 3 medaglie:
  - 1 oro (Stoccolma 1927)
  - 2 argenti (Oslo 1928, Helsinki 1935)